# Бой у фургонного лагеря
Бой у фургонного лагеря или Битва Вэгон-Бокс (англ. Wagon Box Fight) — сражение, произошедшее  в окрестностях форта Фил-Карни во время войны Красного Облака. Группа из двадцати шести солдат армии США и шести гражданских лиц подверглась нападению нескольких сотен воинов народа лакота. Благодаря новым казнозарядным винтовкам, евроамериканцы отразили атаки значительно превосходящего числом, но плохо вооружённого противника.
Это было последнее крупное сражение войны, хотя лакота, северные шайенны и северные арапахо продолжали совершать набеги на европейских поселенцев вдоль тропы Бозмена. Место боя было объявлено историческим памятником штата Вайоминг и отмечено мемориалом и исторической мемориальной доской.

## Предыстория
Летом 1867 года, после ежегодной Пляски Солнца, в лагерях в долинах рек Тонг и Роузбад, воины лакота, северных шайеннов и северных арапахо решили напасть на солдат в близлежащих фортах Си-Эф-Смит и Фил-Карни. Не сумев договориться, какой  военный пост атаковать первым, индейцы разделились на две большие группы: несколько сотен человек двинулись на форт Си-Эф-Смит, и такое же количество, включая Красное Облако, направилось к форту Фил-Карни.
Помимо охраны эмигрантов на Бозменском тракте, основными задачами 350 солдат и 100 гражданских лиц в форте Фил-Карни были заготовка древесины и сена. Эти работы выполнялись гражданскими подрядчиками, обычно вооруженными многозарядными винтовками Спенсера, и сопровождались и охранялись отрядами солдат. Заготовщики сена и древесины часто подвергались нападениям индейцев — лакота и шайенны провели десятки небольших рейдов, убив несколько десятков солдат и гражданских лиц и угнав сотни голов скота.
Индейцы были вооружены плохо, их основным оружием были луки и стрелы. В то время как они действенно использовали их на короткой дистанции, это оружие было неэффективным против хорошо укрепившегося противника. Солдаты были вооружены в основном старыми дульнозарядными мушкетами Springfield, но часть из них, недавно получила казнозарядные винтовки, которые могли стрелять примерно в три раза быстрее, чем мушкеты, и их было легче перезаряжать из положения лёжа.
Для защиты от набегов индейцев вблизи соснового леса гражданские подрядчики построили небольшое укрепление. Оно состояло из 14 деревянных кузовов фургонов, которые были сняты с шасси и размещены на земле в виде овала длиной 18-21 метров и шириной около 9 метров. Как солдаты, так и гражданские лица, жили в палатках за пределами фургонного лагеря, но могли отступить к нему для защиты. Столкновения с индейцами в этом районе случались редко. 31 июля капитан Джеймс Пауэлл и его команда, из 51 бойца, покинули стены форта Фил-Карни и отправились охранять лесорубов.

## Сражение
Утром 2 августа силы капитана Пауэлла были разделены. Четырнадцати солдатам было поручено сопровождать обоз с дровами в форт и обратно, а 13 солдат охраняли лагерь лесорубов, расположенный примерно в миле от фургонного лагеря. В самом лагере осталось 24 солдата и два офицера. Индейцы намеревались вновь использовать план с приманкой, аналогичный тому, что привёл к уничтожению отряда Феттермана в прошлом году. 
План провалился, когда несколько индейских воинов напали на отдалённый лагерь восьмерых лесорубов и солдат, убив троих из них. Другие солдаты и гражданские смогли убежать и предупредить военных возле укрепления. Лакота остановились в лагере лесорубов, чтобы разграбить и захватить большое количество лошадей и мулов, что дало солдатам, укрывшимся в укреплении, время подготовиться к нападению. В фургонном лагере укрылось 24 солдата, капитан Пауэлл, лейтенант Дженнесс и 6 гражданских лиц.
Первое нападение на людей Пауэлла было предпринято конными воинами с юго-запада, но индейцы были отбиты сильным огнём солдат, использующих новые казнозарядные винтовки. Оглала, миннеконжу и итазипчо не смогли близко приблизиться к укреплению и кружили вокруг него на расстоянии, пока не отступили. Тогда они оставили своих лошадей в лощине и попытались атаковать пешими. Но огонь солдат всякий раз не давал им подойти близко к лагерю. Лакота убили заместителя Пауэлла, лейтенанта Джона Дженнесса, и двух солдат. За четыре с половиной часа защищающиеся сумели отбить восемь атак индейцев. У солдат было много боеприпасов, и они были хорошо защищены от стрел нападавших за прочными стенками фургонов.
Через некоторое время в форте Фил-Карни стало известно о бое около фургонного лагеря. Майор Бенджамин Смит с сотней солдат и горной гаубицей отправился на помощь обороняющимся. Он действовал осторожно и, когда приблизился к лагерю, начал стрелять из гаубицы с дальнего расстояния. Лакота были вынуждены отступить. Смит без сопротивления достиг укрепления, собрал солдат и быстро вернулся в форт Фил-Карни. Выжившие гражданские лица, которые смогли спрятаться в лесу во время боя, вернулись в военный пост той же ночью.

## Последствия
Бой у фургонного лагеря был последним крупным сражением войны Красного Облака. Результаты этого сражения и аналогичного боя на сенокосном поле возле форта Си-Эф-Смит днём ранее, отбили у индейцев желание предпринимать дополнительные крупномасштабные атаки против солдат. Оставшуюся часть 1867 года лакота и их союзники проводили в небольших рейдах против групп белых людей, находящихся вдоль Бозменского тракта.
Потери евроамериканцев составили 7 человек убитыми и 2 ранеными. Джеймс Пауэлл сообщил, что было убито 60 нападавших и ещё 120 ранено, но подобные заявления офицеров армии США были обычным явлением, и капитан сильно завысил потери противника. Лакота в свою очередь, никогда не считали это сражение своим поражением — они захватили много лошадей и мулов, и им удалось нанести более тяжкие потери белым людям.
Бой у фургонного лагеря занимает видное место в фольклоре и литературе Дикого Запада как пример того, как небольшая группа хорошо оснащённых, обороняющихся людей противостоит гораздо более многочисленным, но плохо вооружённым силам. Штат Вайоминг объявил этот район историческим памятником — большая мемориальная доска разъясняет детали боя.

## Галерея

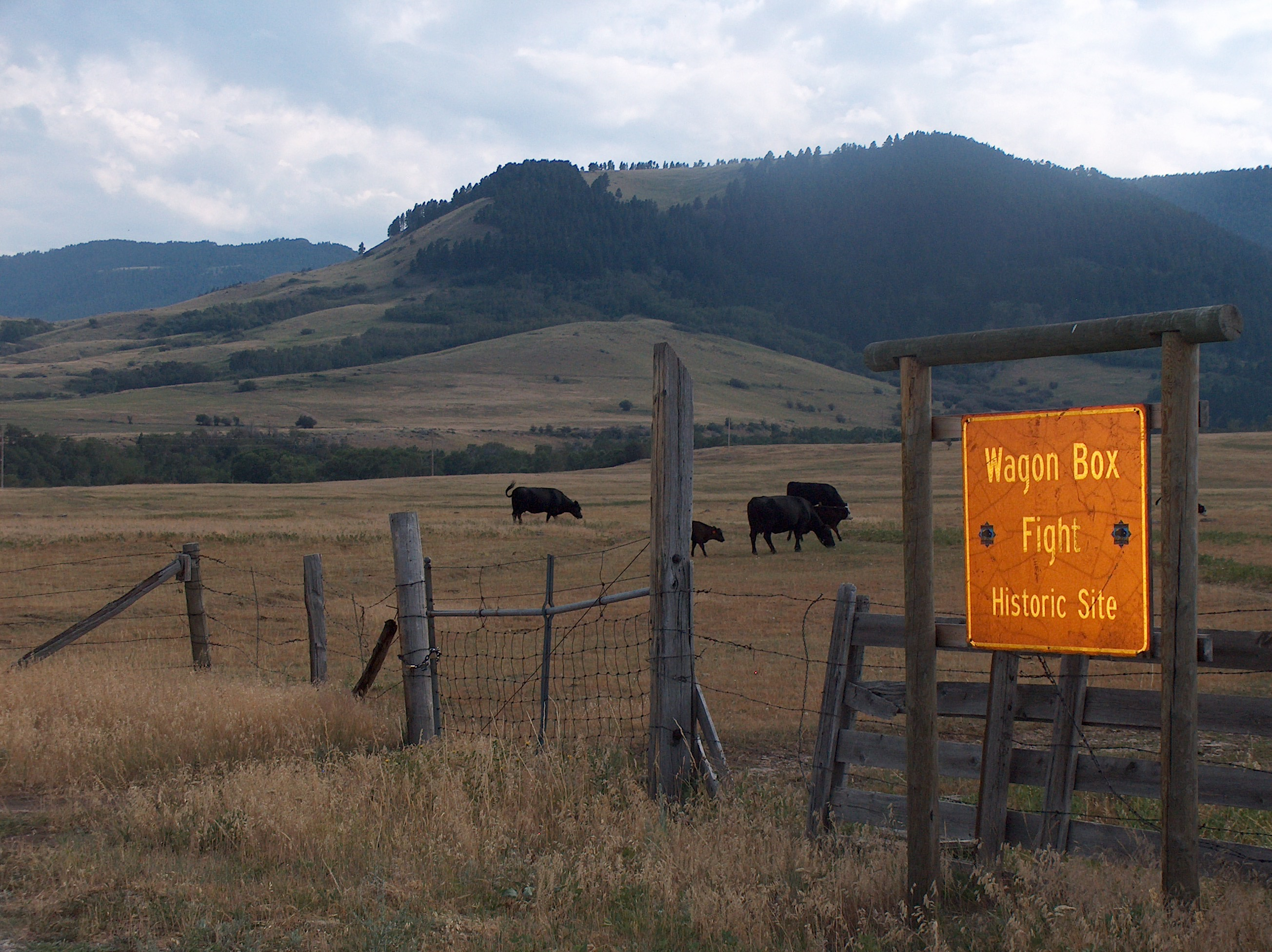
Место проведения боя у фургонного лагеря
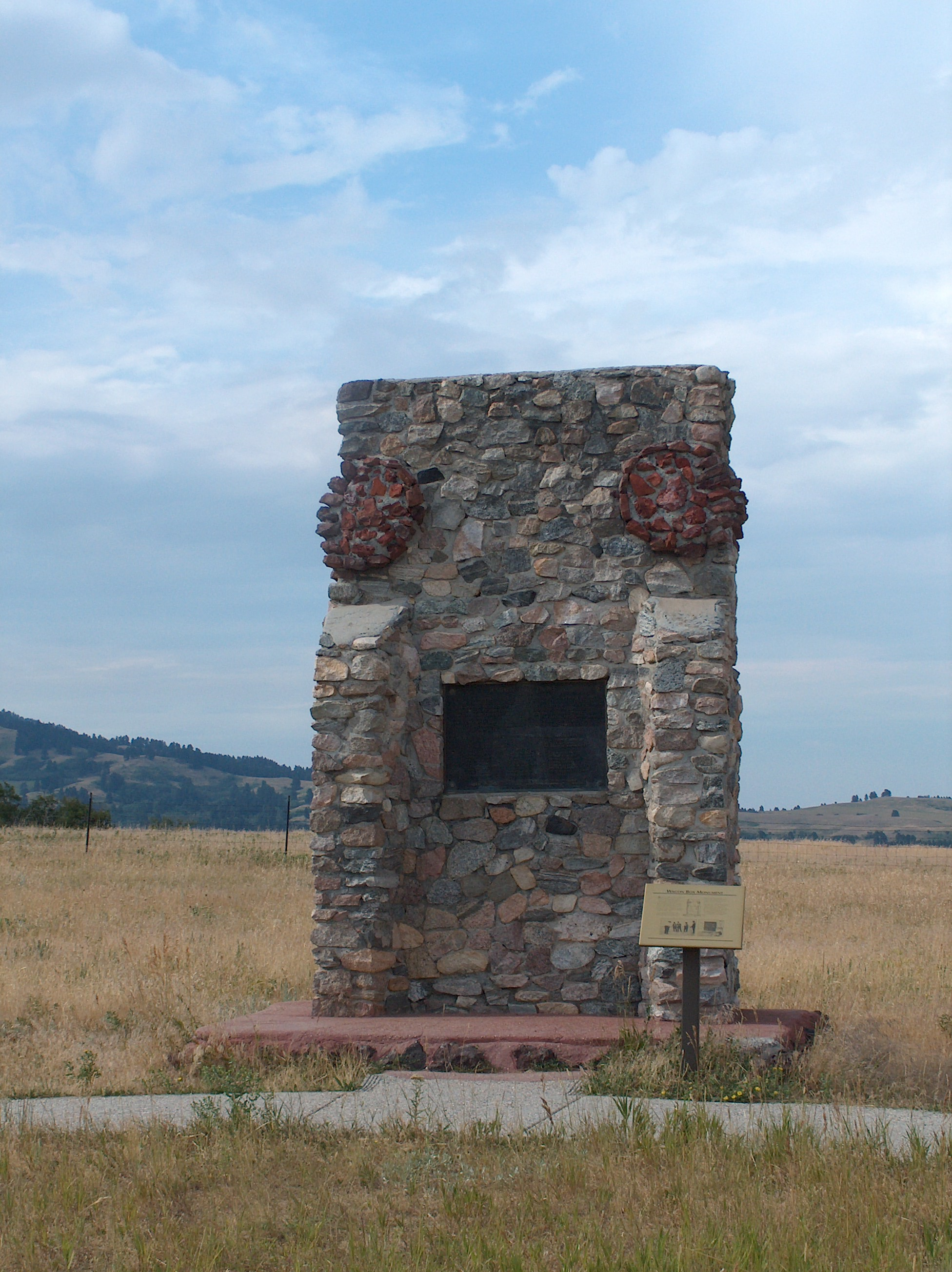
Мемориал на месте боя, недалеко от форта Фил-Карни
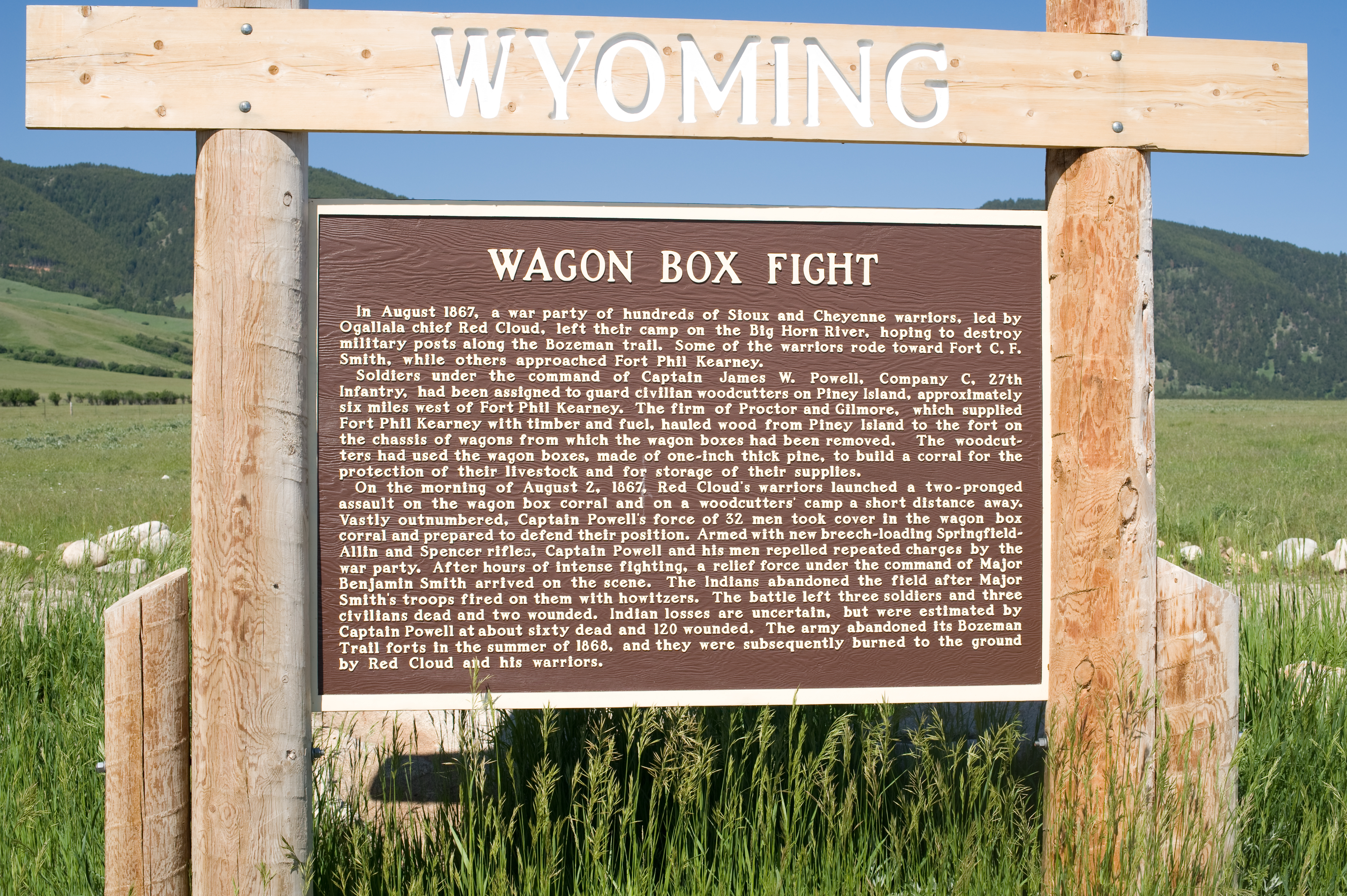
Мемориальная доска на месте боя

### Статьи
- Keenan, Jerry. The Wagon Box Fight (англ.) // Journal of the West. — Goleta, California: ABC-CLIO, 1972. — Vol. 11, iss. 1. — P. 51—74. — ISSN 0022-5169.